# Hansesmarkita
La hansesmarkita és un mineral de la classe dels òxids.

## Característiques
La hansesmarkita és un niobat de fórmula química Ca₂Mn₂Nb₆O₁₉(H₂O)₁₆·4H₂O. Va ser aprovada com a espècie vàlida per l'Associació Mineralògica Internacional l'any 2015. Cristal·litza en el sistema triclínic. Químicament similar a la peterandresenita; i té encara més similitud amb els minerals heteropoliniobats menezesita i aspedamita. Es diu que és el tercer hexaniobat natural. Com en la peterandresenita, l'estructura es basa en la formació de sis octaèdres de niobi compartint arestes que formen un polioxometalat. Aquests ions complexos estan connectats a través d'octàedres de manganès de manera que formen vares al llarg de [100]; l'espai entre les vares té ions de calci. Els ponts d'hidrogen també hi són presents.

## Formació i jaciments
Va ser descoberta a Tuften, al municipi de Larvik (Vestfold, Noruega). Es tracta de l'únic indret on ha estat trobada aquesta espècie mineral.